# Papratište
Papratište (Servisch cyrillisch Папратиште) is een plaats in de Servische gemeente Požega. De plaats telt 291 inwoners (2002).